# Сибирски тритони
Сибирските тритони (Salamandrella) са род земноводни от семейство Азиатски тритони (Hynobiidae).
Таксонът е описан за пръв път от полския естественик Бенедикт Дибовски през 1870 година.

## Видове
- Salamandrella keyserlingii – Сибирски ъглозъб
- Salamandrella tridactyla – Крайбрежен саламандър